# 1770
Il 1770 (MDCCLXX in numeri romani) è un anno  del XVIII secolo.

## Eventi
- 5 marzo – Massacro di Boston: Cinque civili vengono fucilati dalle truppe inglesi. Questo fu uno degli eventi che gettò le basi della Rivoluzione americana.
- 19 aprile – Matrimonio fra il delfino di Francia, futuro re Luigi XVI e Maria Antonietta d'Asburgo-Lorena.
- 29 aprile – L'esploratore James Cook scopre Botany Bay, Australia.
- 3 giugno – Ad Haiti un terremoto distrugge la città di Port-au-Prince.
- 11 giugno – La nave di James Cook si arena sulla Grande barriera corallina mentre esplora le coste dell'Australia.
- 1º luglio – La cometa Lexell, viaggiando ad una velocità di 138.600 km/h rispetto al Sole, passa a 2.200.000 km dalla Terra.
- 3 novembre – Va in scena al Burgtheater di Vienna l'opera Paride ed Elena di Christoph Willibald Gluck.
- Viene inventata da De Chemant la prima dentiera in porcellana.
- Nascita del Regno del Siam.

## Nati
Ci sono circa 200 voci su persone nate nel 1770; vedi la pagina Nati nel 1770 per un elenco descrittivo o la categoria Nati nel 1770 per un indice alfabetico.

## Morti

### Gennaio
- 7 gennaio - Francesco Brancia, arcivescovo cattolico italiano (n. 1725)
- 12 gennaio - James Stopford, I conte di Courtown, politico irlandese (n. 1700)
- 13 gennaio - Niccolò Pintucci, pittore italiano (n. 1697)
- 14 gennaio - Henri Philippe de Chauvelin, abate francese (n. 1714)
- 17 gennaio - Paulo António de Carvalho e Mendonça, cardinale portoghese (n. 1702)
- 20 gennaio - Charles Yorke, politico inglese (n. 1722)
- 23 gennaio - Maria Teresa Elisabetta d'Asburgo-Lorena, nobile (n. 1762)
- 27 gennaio - Karl von Cobenzl, diplomatico e politico austriaco (n. 1712)
- 27 gennaio - Ignazio Orsini, storico e numismatico italiano
- 29 gennaio - Ahmad Riayat Shah di Johor, sovrano malese (n. 1752)

### Febbraio
- 3 febbraio - Maria Felice Tibaldi, pittrice italiana (n. 1707)
- 4 febbraio - Nicola Leopoldo di Salm-Salm, nobile belga (n. 1701)
- 6 febbraio - Giovanni Lami, storico, bibliotecario e abate italiano (n. 1697)
- 12 febbraio - Giovanni Angelo Anzani, vescovo cattolico italiano (n. 1701)
- 15 febbraio - Francesco Emanuele Valguarnera, nobile, politico e militare italiano (n. 1691)
- 17 febbraio - Louis René Vialy, pittore francese (n. 1680)
- 21 febbraio - Giovanni Pietro Dolfin, scrittore, teologo e religioso italiano (n. 1709)
- 22 febbraio - Domenico Duprà, pittore (n. 1689)
- 22 febbraio - Christopher Seider, statunitense
- 26 febbraio - Santi Pacini, fantino italiano
- 26 febbraio - Giuseppe Tartini, violinista e compositore italiano (n. 1692)

### Marzo
- 5 marzo - Crispus Attucks, patriota statunitense
- 5 marzo - Gaetano Chiaveri, architetto italiano (n. 1689)
- 7 marzo - Teresa Margherita Redi, religiosa italiana (n. 1747)
- 10 marzo - Lionel Tollemache, IV conte di Dysart, nobile scozzese (n. 1708)
- 23 marzo - Martin van Meytens, pittore svedese (n. 1695)
- 27 marzo - Jacopo Stellini, abate, scrittore e filosofo italiano (n. 1699)
- 27 marzo - Giambattista Tiepolo, pittore e incisore italiano (n. 1696)

### Aprile
- 5 aprile - Jakob Friedrich von Bielfeld, scrittore e politico tedesco (n. 1717)
- 8 aprile - Jean-François de Surville, esploratore e marinaio francese (n. 1717)
- 10 aprile - Esprit Antoine Blanchard, musicista e compositore francese (n. 1696)
- 12 aprile - Cesare Ligari, pittore italiano (n. 1716)
- 20 aprile - Marie Camargo, danzatrice francese (n. 1710)
- 20 aprile - Franz Christoph von Hutten, cardinale e vescovo cattolico tedesco (n. 1706)
- 24 aprile - Jean Antoine Nollet, abate e fisico francese (n. 1700)
- 27 aprile - José Solís Folch de Cardona, spagnolo (n. 1716)
- 27 aprile - Honoré-Armand de Villars, militare francese (n. 1702)

### Maggio
- 2 maggio - Giacomo Oddi, cardinale e arcivescovo cattolico italiano (n. 1679)
- 8 maggio - Carlo I d'Assia-Philippsthal, nobile (n. 1682)
- 10 maggio - Charles Avison, compositore e organista britannico (n. 1709)
- 27 maggio - Sofia Maddalena di Brandeburgo-Kulmbach, regina (n. 1700)
- 30 maggio - François Boucher, pittore francese (n. 1703)

### Giugno
- 13 giugno - Diamante Medaglia Faini, poetessa italiana (n. 1724)
- 15 giugno - Suzuki Harunobu, artista giapponese
- 19 giugno - Diego de Torres Villarroel, scrittore, scienziato e religioso spagnolo (n. 1693)
- 23 giugno - Mark Akenside, poeta e medico inglese (n. 1721)
- 29 giugno - Marcin Józef Żebrowski, compositore e musicista polacco (n. 1702)

### Luglio
- 2 luglio - Pietro Perfetti, incisore italiano (n. 1725)
- 4 luglio - Pëtr Kuz'mič Krenicyn, navigatore e esploratore russo (n. 1728)
- 21 luglio - Charlotta Frölich, scrittrice, storica e agronoma svedese (n. 1698)
- 27 luglio - Robert Dinwiddie, politico britannico (n. 1693)

### Agosto
- 3 agosto - Guillaume-François Rouelle, chimico e farmacista francese (n. 1703)
- 6 agosto - Clemente Francesco di Baviera, principe tedesco (n. 1722)
- 11 agosto - Gennaro Carmignano, vescovo cattolico italiano (n. 1702)
- 24 agosto - Thomas Chatterton, poeta inglese (n. 1752)
- 30 agosto - Jean-Baptiste de Brancas, arcivescovo cattolico francese (n. 1693)

### Settembre
- 1º settembre - Hannah Glasse, scrittrice inglese (n. 1708)
- 1º settembre - Vespasiano Ripa Buschetti di Giaglione, nobile italiano (n. 1711)
- 9 settembre - Georg Dionysius Ehret, pittore e disegnatore tedesco (n. 1708)
- 22 settembre - Ignazio da Santhià, presbitero italiano (n. 1686)
- 30 settembre - George Whitefield, predicatore inglese (n. 1714)

### Ottobre
- 1º ottobre - Louis-Gabriel Guillemain, compositore e violinista francese (n. 1705)
- 11 ottobre - Carlotta Amalia Guglielmina di Schleswig-Holstein-Sonderburg-Plön, principessa tedesca (n. 1744)
- 18 ottobre - John Manners, marchese di Granby, politico e generale inglese (n. 1721)
- 19 ottobre - Bernardo Antonio Vittone, architetto italiano (n. 1704)
- 21 ottobre - Francesco Labanchi, ammiraglio italiano (n. 1720)
- 30 ottobre - Najib al-Dawla, politico e militare afghano

### Novembre
- 6 novembre - Joseph Smith, banchiere, collezionista d'arte e diplomatico inglese (n. 1682)
- 9 novembre - John Campbell, IV duca di Argyll, generale e politico britannico (n. 1693)
- 13 novembre - George Grenville, politico inglese (n. 1712)
- 16 novembre - John Taylor, medico inglese (n. 1703)
- 17 novembre - Gian Francesco de Majo, compositore italiano (n. 1732)
- 19 novembre - François-Augustin de Paradis de Moncrif, scrittore e poeta francese (n. 1687)
- 24 novembre - Charles-Jean-François Hénault, drammaturgo, storico e scrittore francese (n. 1685)
- 26 novembre - Johann Jacob Brucker, religioso, storico e filosofo tedesco (n. 1696)
- 26 novembre - Gerlach Adolph von Münchhausen, politico tedesco (n. 1688)

### Dicembre
- 1º dicembre - Giambettino Cignaroli, pittore italiano (n. 1706)
- 4 dicembre - John Perceval, II conte di Egmont, politico inglese (n. 1711)
- 4 dicembre - Antonio Zanon, imprenditore, agronomo e economista italiano (n. 1696)
- 5 dicembre - James Stirling, matematico scozzese (n. 1692)
- 6 dicembre - Neri Maria Corsini, cardinale italiano (n. 1685)
- 9 dicembre - Gottlieb Muffat, compositore, clavicembalista e organista tedesco (n. 1690)
- 14 dicembre - Pietro Paolo Conti, cardinale italiano (n. 1689)
- 20 dicembre - Jean Baptiste Sénac, medico e anatomista francese (n. 1693)
- 20 dicembre - Tupaia, navigatore tahitiano

### Senza giorno specificato
- Anton Filippo Adami, poeta italiano (n. 1720)
- Bernhard Siegfried Albinus, medico tedesco (n. 1697)
- Paolo Giuseppe Avogadro di Casanova, militare italiano (n. 1700)
- Alessandro Bandiera, presbitero, letterato e pedagogista italiano (n. 1699)
- Francesco Barsanti, compositore, flautista e oboista italiano (n. 1690)
- Pasquale Bini, violinista e compositore italiano (n. 1716)
- Giuseppe Antonio Bocchi, presbitero italiano (n. 1679)
- Francesco Bonazza, scultore italiano
- Pellegra Bongiovanni, poetessa italiana
- Christopher Condent, pirata inglese (n. 1690)
- Maria Antonia Cons y Benedicto, tipografa spagnola
- Ignazio Cuomo, ingegnere e architetto italiano
- Fëdor Aleksandrovič Emin, scrittore russo (n. 1735)
- José de Escandón, politico spagnolo (n. 1700)
- Michele Foschini, pittore italiano (n. 1711)
- Marco Antonio Ginanni, letterato, politico e araldista italiano (n. 1690)
- Charles Jacob Guillemain, commediografo francese (n. 1705)
- Joseph Anton Feuchtmayer, scultore e incisore austriaco (n. 1696)
- Thomas Leseur, matematico e fisico francese (n. 1703)
- Scipione Manni, pittore italiano (n. 1705)
- Joseph Paris Duverney, imprenditore francese (n. 1684)
- Giuseppe Pasini, religioso italiano (n. 1687)
- Angelo Piò, scultore italiano (n. 1690)
- Luca Rossetti da Orta, pittore italiano (n. 1708)
- Giuseppe Sardi, architetto italiano (n. 1688)
- Carl Gustaf Tessin, politico, collezionista d'arte e mecenate svedese (n. 1695)
- Tevkii Hamza Hamid Pascià, politico ottomano (n. 1688)
- Gaspare Traversi, pittore italiano (n. 1722)
- Domenico Luigi Valeri, architetto e pittore italiano (n. 1701)
- Francesco Vettori, antiquario e numismatico italiano (n. 1693)
- Robert West, pittore e incisore irlandese
- Leopold Wißgrill, architetto austriaco (n. 1701)
- Juan de Prado y Malleza, generale e politico spagnolo (n. 1716)
- Béat François Placide de la Tour-Châtillon de Zurlauben, militare svizzero
- Alasdair MacMhaighstir Alasdair, poeta e lessicografo scozzese (n. 1698)

## Calendario
| Calendario 1770 | Calendario 1770 | Calendario 1770 | Calendario 1770 | Calendario 1770 | Calendario 1770 | Calendario 1770 | Calendario 1770 | Calendario 1770 | Calendario 1770 | Calendario 1770 | Calendario 1770 | Calendario 1770 | Calendario 1770 | Calendario 1770 | Calendario 1770 | Calendario 1770 | Calendario 1770 | Calendario 1770 | Calendario 1770 | Calendario 1770 | Calendario 1770 | Calendario 1770 | Calendario 1770 | Calendario 1770 | Calendario 1770 | Calendario 1770 | Calendario 1770 | Calendario 1770 | Calendario 1770 | Calendario 1770 | Calendario 1770 | Calendario 1770 |
| --------------- | --------------- | --------------- | --------------- | --------------- | --------------- | --------------- | --------------- | --------------- | --------------- | --------------- | --------------- | --------------- | --------------- | --------------- | --------------- | --------------- | --------------- | --------------- | --------------- | --------------- | --------------- | --------------- | --------------- | --------------- | --------------- | --------------- | --------------- | --------------- | --------------- | --------------- | --------------- | --------------- |
|                 | 1               | 2               | 3               | 4               | 5               | 6               | 7               | 8               | 9               | 10              | 11              | 12              | 13              | 14              | 15              | 16              | 17              | 18              | 19              | 20              | 21              | 22              | 23              | 24              | 25              | 26              | 27              | 28              | 29              | 30              | 31              |                 |
| Gennaio         | Lu              | Ma              | Me              | Gi              | Ve              | Sa              | Do              | Lu              | Ma              | Me              | Gi              | Ve              | Sa              | Do              | Lu              | Ma              | Me              | Gi              | Ve              | Sa              | Do              | Lu              | Ma              | Me              | Gi              | Ve              | Sa              | Do              | Lu              | Ma              | Me              |                 |
| Febbraio        | Gi              | Ve              | Sa              | Do              | Lu              | Ma              | Me              | Gi              | Ve              | Sa              | Do              | Lu              | Ma              | Me              | Gi              | Ve              | Sa              | Do              | Lu              | Ma              | Me              | Gi              | Ve              | Sa              | Do              | Lu              | Ma              | Me              |                 |                 |                 |                 |
| Marzo           | Gi              | Ve              | Sa              | Do              | Lu              | Ma              | Me              | Gi              | Ve              | Sa              | Do              | Lu              | Ma              | Me              | Gi              | Ve              | Sa              | Do              | Lu              | Ma              | Me              | Gi              | Ve              | Sa              | Do              | Lu              | Ma              | Me              | Gi              | Ve              | Sa              |                 |
| Aprile          | Do              | Lu              | Ma              | Me              | Gi              | Ve              | Sa              | Do              | Lu              | Ma              | Me              | Gi              | Ve              | Sa              | Do              | Lu              | Ma              | Me              | Gi              | Ve              | Sa              | Do              | Lu              | Ma              | Me              | Gi              | Ve              | Sa              | Do              | Lu              |                 |                 |
| Maggio          | Ma              | Me              | Gi              | Ve              | Sa              | Do              | Lu              | Ma              | Me              | Gi              | Ve              | Sa              | Do              | Lu              | Ma              | Me              | Gi              | Ve              | Sa              | Do              | Lu              | Ma              | Me              | Gi              | Ve              | Sa              | Do              | Lu              | Ma              | Me              | Gi              |                 |
| Giugno          | Ve              | Sa              | Do              | Lu              | Ma              | Me              | Gi              | Ve              | Sa              | Do              | Lu              | Ma              | Me              | Gi              | Ve              | Sa              | Do              | Lu              | Ma              | Me              | Gi              | Ve              | Sa              | Do              | Lu              | Ma              | Me              | Gi              | Ve              | Sa              |                 |                 |
| Luglio          | Do              | Lu              | Ma              | Me              | Gi              | Ve              | Sa              | Do              | Lu              | Ma              | Me              | Gi              | Ve              | Sa              | Do              | Lu              | Ma              | Me              | Gi              | Ve              | Sa              | Do              | Lu              | Ma              | Me              | Gi              | Ve              | Sa              | Do              | Lu              | Ma              |                 |
| Agosto          | Me              | Gi              | Ve              | Sa              | Do              | Lu              | Ma              | Me              | Gi              | Ve              | Sa              | Do              | Lu              | Ma              | Me              | Gi              | Ve              | Sa              | Do              | Lu              | Ma              | Me              | Gi              | Ve              | Sa              | Do              | Lu              | Ma              | Me              | Gi              | Ve              |                 |
| Settembre       | Sa              | Do              | Lu              | Ma              | Me              | Gi              | Ve              | Sa              | Do              | Lu              | Ma              | Me              | Gi              | Ve              | Sa              | Do              | Lu              | Ma              | Me              | Gi              | Ve              | Sa              | Do              | Lu              | Ma              | Me              | Gi              | Ve              | Sa              | Do              |                 |                 |
| Ottobre         | Lu              | Ma              | Me              | Gi              | Ve              | Sa              | Do              | Lu              | Ma              | Me              | Gi              | Ve              | Sa              | Do              | Lu              | Ma              | Me              | Gi              | Ve              | Sa              | Do              | Lu              | Ma              | Me              | Gi              | Ve              | Sa              | Do              | Lu              | Ma              | Me              |                 |
| Novembre        | Gi              | Ve              | Sa              | Do              | Lu              | Ma              | Me              | Gi              | Ve              | Sa              | Do              | Lu              | Ma              | Me              | Gi              | Ve              | Sa              | Do              | Lu              | Ma              | Me              | Gi              | Ve              | Sa              | Do              | Lu              | Ma              | Me              | Gi              | Ve              |                 |                 |
| Dicembre        | Sa              | Do              | Lu              | Ma              | Me              | Gi              | Ve              | Sa              | Do              | Lu              | Ma              | Me              | Gi              | Ve              | Sa              | Do              | Lu              | Ma              | Me              | Gi              | Ve              | Sa              | Do              | Lu              | Ma              | Me              | Gi              | Ve              | Sa              | Do              | Lu              |                 |